# Meisam Salehi
Meisam Salehi (Língua persa: میثم صالحی, Úrmia, 17 de novembro de 1998) é um voleibolista indoor iraniano que atua na posição de ponteiro.

## Carreira
Participou do Campeonato Mundial Sub-21 em 2017 na República Tcheca, onde ficou na 5ª posição. Ingressou na seleção adulta iraniana na Liga das Nações de 2018, onde ficou na 10ª colocação. 
Em 2021 disputou os Jogos Olímpicos de Tóquio, onde ficou na 9ª posição. No mesmo ano assinou contrato com o time polonês Indykpol AZS Olsztyn.